# Hjortspringbåden
Hjortspringbåden er et træskib fra jernalderen. Den blev fundet i Hjortspring Mose på Nordals i 1921. Båden, der stammer fra cirka 350 f.Kr., var en del af et stort våbenoffer i selve mosen. Båden, der er en krigskano, kunne bære 24 mand med våben og andet grej, er 19 m lang og vejer 530 kg. Besætningen sad på smalle, formskårne bænke og padlede med lange, smalle padler, som var udformet til hver mand og hans placering i båden. Til båden hørte også en bred styreåre. Bagest i båden var et sæde, som blev båret af en fint udsmykket tværbjælke. Der blev også fundet en masse løse trægenstande i båden, som viser dygtigt træskærerhåndværk.
Hjortspringbåden, der er Nordeuropas ældste plankebyggede fartøj, består af en bundplanke og to brede planker i hver side, som er syet sammen med bast. Bådens ender er holdt sammen af to stævnklodser. I begge ender er båden udstyret med to svungne forlængelser. Plankerne er af lindetræ og padleårerne af navr. Dens lighed med de mange bronzealderhelleristninger af både, viser, hvordan de skal tolkes – som plankebyggede både roet med padler.
Betydelige dele af Hjortspringbåden og af våbnene blev opdaget ved tørvegravning omkring 1880, uden at det kom til arkæologernes kendskab. Først i 1920 blev fundet kendt på Nationalmuseet og stedet besigtiget. I 1921-22 gennemførte konservator Gustav Rosenberg for museet en totalundersøgelse af den lille mose på ca. 45 x 50 m - 42 m over havet og 3–4 km fra kysten.
Ved 1921-undersøgelsen optog Rosenberg fundets store mængder af våben af jern og ben samt skjolde og andet udstyr af træ. På grund af træets bløde tilstand måtte såvel frilægning som transport af fundene til museet i København foregå med stor forsigtighed. I 1922 koncentreredes arbejdet om båden, der var stærkt beskadiget ved tørvegravning, men hvoraf der dog var bevaret betydelige partier over en længde på ca. 14 m med dele af begge stævne, orienteret nord-syd. Udgravningen afsluttedes i september 1922. En efterundersøgelse i 1987 kunne bekræfte, at mosen var totalundersøgt. Ved den lejlighed blev der til datering optaget enkelte løse brudstykker af spydstager og af et af bådens ribbestativer .
Fundet er udstillet på Nationalmuseet i København, hvor de skrøbelige fragmenter af båden er monteret på et metalstativ, som viser den slanke båds oprindelige form.

## Hjortspringbådens laug
Hjortspringbådens Laug blev dannet i 1991. Dets mål var at skabe så nøjagtig en kopi af den oprindelige Hjortspringbåd som muligt. Båden blev søsat i 1999 og fik navnet Tilia Alsie. Tilia er den latinske betegnelse for lind, træsorten som Hjortspringbåden er lavet af. Båden har stor sødygtighed, og med erfarne padlere kan den drives op på en hastighed på omkring 8 knob. Båden kan beses på Lindeværftet i Holm vest for Nordborg på Nordals.
Lauget hjalp Nydambådens Laug med at bygge Nydam Tveir, som er en kopi af Nydambåden. Båden blev søsat i 2013.
21. januar 2017 deltog Tilia og medlemmer af Hjortspringbådens Laug som rekvisit og aktive statister i Danmarks Radios (DR1) i optagelserne til DR1's serie Historien om Danmark i 2. afsnit: Metallernes Tid.[kilde mangler]